# Вага автомобільна

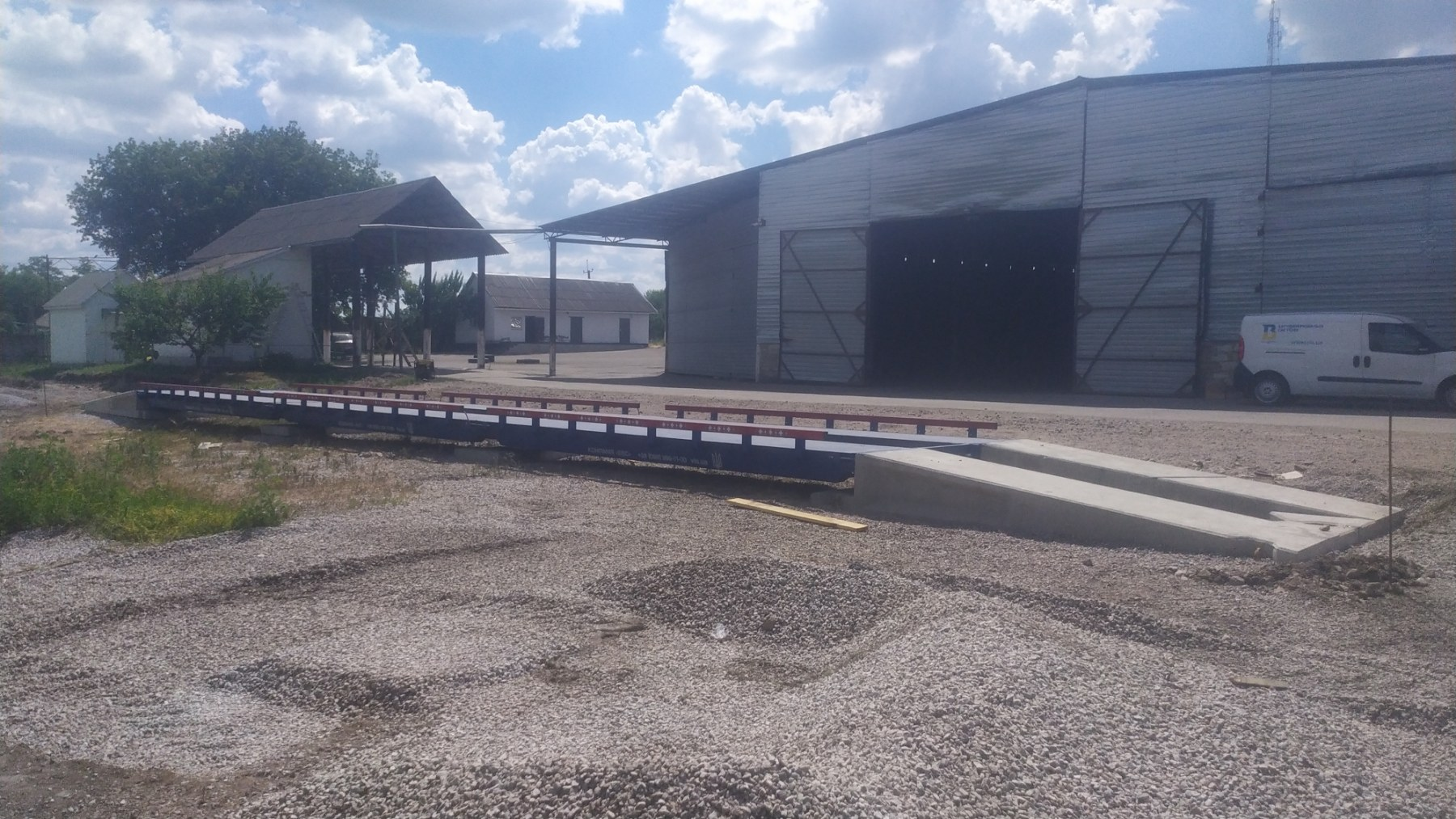
Автомобільні ваги на готовому естакадному фундаменті

Вага автомобільна — вага для зважування вантажних автомобілів. Ваги для автомобіля можуть визначати його масу в статиці або динаміці. При цьому точність зважування відрізнятиметься, також як і відрізнятиметься сертифікат, згідно з яким перевіряється їх відповідність заявленим характеристикам. Ваги для вантажного транспорту – незамінний помічник на підприємствах для ведення обліку та контролю ваги прийнятої чи відвантаженої продукції.

Найчастіше використовуються у таких галузях:

- сільське господарство
- гірничовидобувна сфера
- металургійна сфера
- переробка вторсировини

## Види автомобільних ваг
За типом зважування розрізняють:
- Механічні (механічно-важільна система)
- Тензоелектронні (електронні)

## Ваги автомобільні електронні
Почнемо із розміру платформи. Ваги для зважування вантажних автомобілів можуть мати довжину платформи, що відповідає довжині автомобіля (якщо потрібно – з причепом), або ваги – розміром з колесо. І ті, й інші можуть бути використані для вимірювання як загальної ваги автомобіля, так і навантаження на вісь. Визначення навантаження на вісь автомобіля здійснюється за допомогою динамічного зважування. Загальна вага авто може бути отримана і в статиці, і в динаміці, але точність динамічного зважування буде значно нижчою.
Структуруємо всі електронні автомобільні ваги у вигляді зручної таблиці:
|                           | Статичне зважування | Динамічне зважування                                                                                              |
| Чим виконується           | стаціонарні автомобільні ваги з повнорозмірною платформою від 12 до 24 м - переносні автомобільні ваги з довжиною платформи 6-8 м - підкладні ваги з кількістю платформ за кількістю коліс автомобіля | - стаціонарні автомобільні ваги з функцією визначення вагового навантаження - осьові ваги-смужка - підкладні ваги |
| Похибка                   | Стаціонарні ваги: 0,1% або 0,05% Підкладні вага: 0,5% | До 2% |
| Відповідають ДСТУ         | ДСТУ EN 45501:2017 | ДСТУ OIML R 134-1:2010                                                                                            |
| Функції                   | Визначення загальної ваги автомобіля | Визначення загальної ваги автомобіля та навантаження на кожну вісь                                                |
| Розташування щодо землі   | Можливе як розміщення платформи врівень із землею, так і використання естакадного фундаменту або пандусів                                                                                             | Використання тільки врівень із землею. Заглиблений фундамент, приямок чи пандуса на всю довжину автомобіля.       |
| Для чого використовуються | Для ведення обліку продукції на підприємстві | Для уникнення штрафів за перевищення осьового навантаження та ведення обліку продукції                            |

Перейдемо до статичного зважування автомобілів. Усі ваги для зважування автомобілів у статиці відносяться до ІІІ класу точності. Однак, у цьому класі точності також є різні варіанти. Раніше в автомобільних вагах використовувалися тензометричні датчики класу точності С3. Однак для деяких підприємств їхня похибка може бути надто великою і не підходити для повноцінного ведення обліку. Тому як альтернативу ваг на датчиках С3 застосовуються автомобільні ваги на тензометричних датчиках C4 і С5.

## Порівняння метрологічних характеристик автомобільних ваг на 80 тонн різних класів точності
| Технічний параметр, характеристика                                                            | Значення параметрів датчиками класу С 3                                      | Значення параметрів датчиками класу С 3 | Значення параметрів датчиками класу C 4                                     | Значення параметрів датчиками класу С 5                                   | Значення параметрів датчиками класу С 5 |
| Модифікація ваг                                                                               | 80ВА-1-2ПМ -18 двоінтервальні                                                | 80ВА-1-2ПМ -18 двоінтервальні           | 80ВА-1-1ПМ -18 одноінтервальні                                              | 80ВА-1-2ПМ -18 двоінтервальні                                             | 80ВА-1-2ПМ -18 двоінтервальні           |
| Найбільша межа зважування, Мах, т                                                             | 1-ий інтервал Мах1 =60 т                                                     | 2-ий інтервал Мах2 = 80 т               | Мах = 80 т                                                                  | 1-ий інтервал Мах1 =50 т                                                  | 2-ий інтервал Мах2 = 80 т               |
| Межі допустимої похибки при оцінці відповідності, періодичній повірці, контролі після ремонту | від Мin до 10 т: ± 10 кг від 10 т до 40 т: ± 20 кг від 40 т до 60 т: ± 30 кг | від 60 т до 80 т: ± 50 кг               | від Мin до 10 т: ± 10 кг від 10 т до 40 т: ± 20 кг від 40 т до Мах: ± 30 кг | від Мin до 5 т: ± 5кг від 5 т до 20 т: ± 10 кг від 20 т до 50 т: ± 15 кг  | від 50 т до 80 т: ± 30 кг               |
| Межі допустимої похибки при контролі в експлуатації                                           | від Мin до 10 т: ± 20 кг від 10 т до 40 т: ± 40 кг від 40 т до 60 т: ± 60 кг | від 60 т до 80 т: ± 100 кг              | від Мin до 10 т: ± 20 кг від 10 т до 40 т: ± 40 кг від 40 т до Мах: ± 60 кг | від Мin до 5 т: ± 10кг від 5 т до 20 т: ± 20 кг від 20 т до 50 т: ± 30 кг | від 50 т до 80 т: ± 60 кг               |

## Фундаменти автомобільних ваг
Ваги для зважування вантажних автомобілів можуть бути фундаментними та безфундаментними.

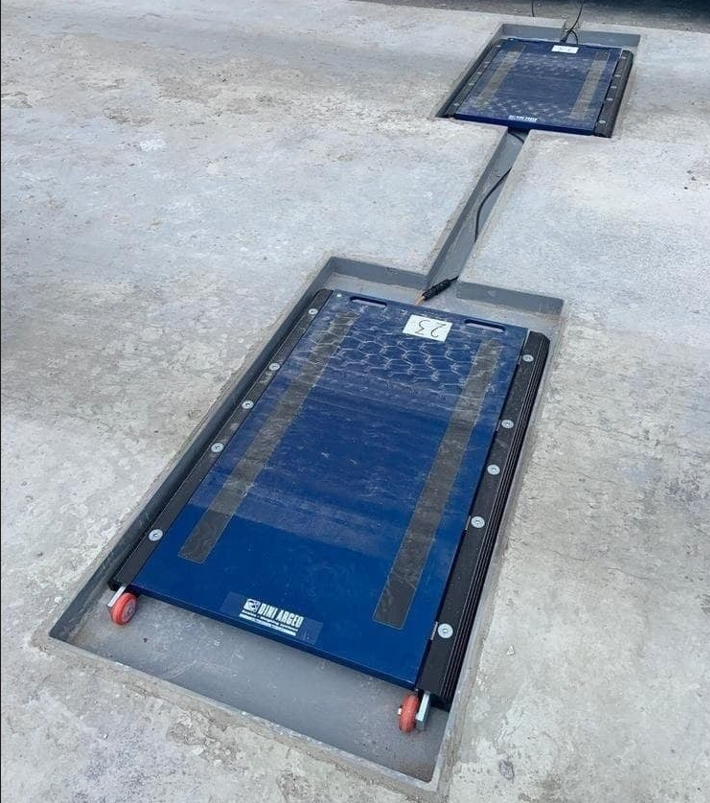
Підкладні автомобільні ваги

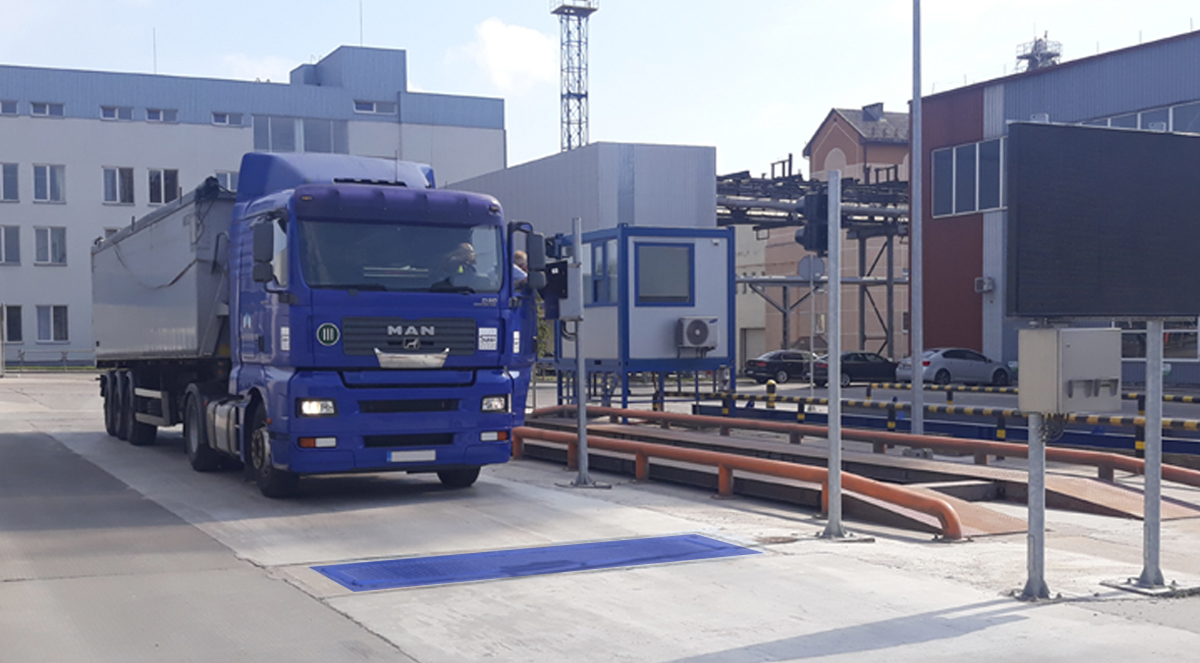
Автомобільні врізні ваги-смужка для динамічного зважування

Безфундаментні автомобільні ваги. Сюди можна віднести підкладні ваги, осьові ваги-смужки. Стаціонарні автомобільні ваги можуть мати безфундаментное виконання, але при цьому довжина платформи таких ваг зазвичай до 8 метрів. Перші 2 типи встановлюються в приямок або можуть використовуватися в поєднанні з довгими заїзними пандусами, довжина яких відповідає довжині транспортного засобу. Треті кріпляться до підготовленого майданчика за допомогою анкерів.
Стаціонарні фундаментні автоваги – складний пристрій, що встановлюється на фундамент. Колійна платформа автомобільних ваг встановлюється на тензометричні датчики, а дані передаються на ваговий термінал.
Фундамент автомобільних ваг може бути заглибленого або естакадного типу. 

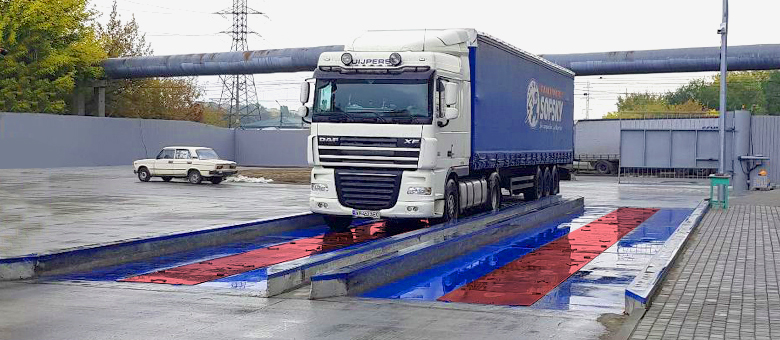
Автомобільні ваги на заглибленому фундаменті

Заглиблений використовують на ділянках з низькою несучою здатністю ґрунту або в умовах обмеженого простору. Але для такого фундаменту потрібно організувати дренаж стічних вод, а відстань між коліями платформи обов'язково має бути закрита люками.

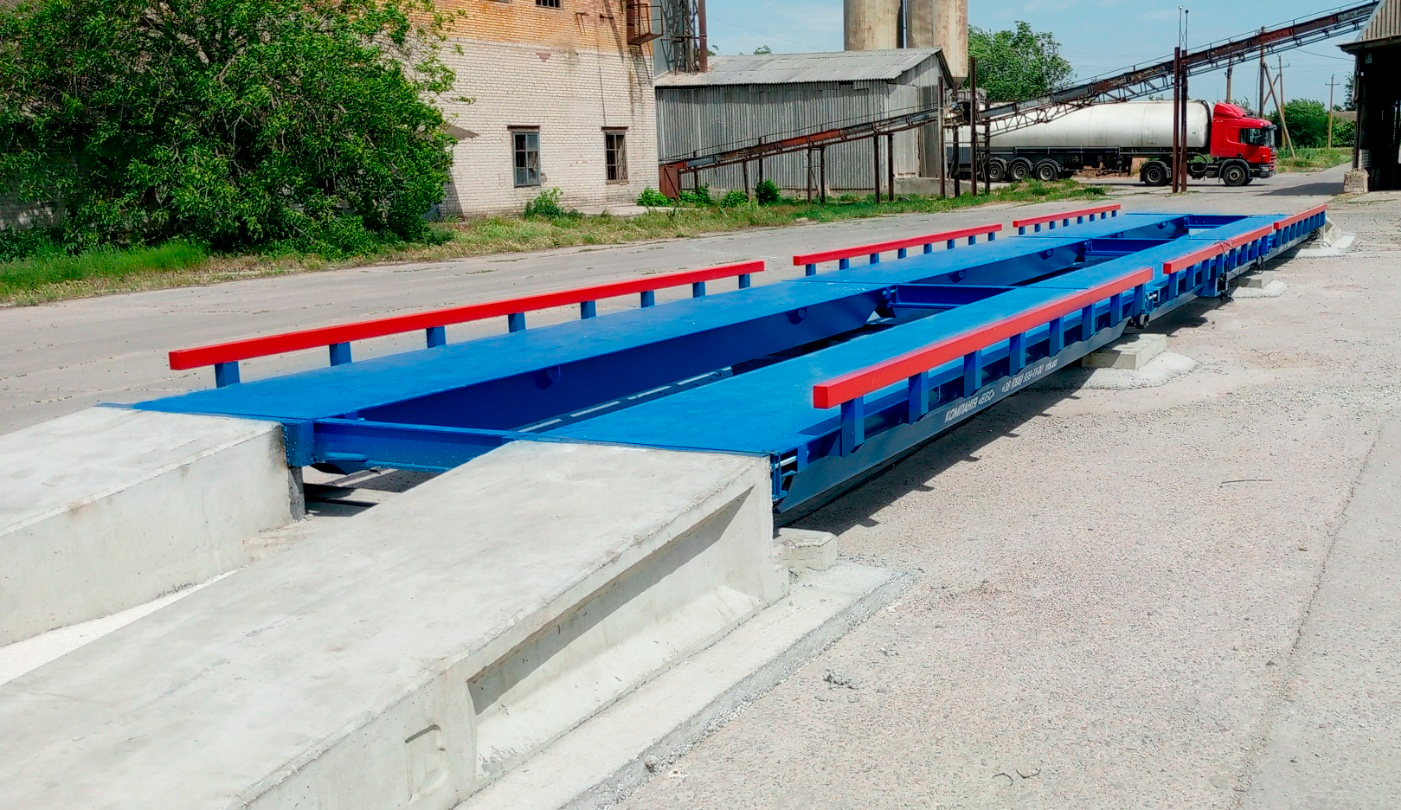
Автомобільні ваги на естакадному фундаменті

У естакадних вагах відсутня необхідність у дренажній системі та міжколейних люках, але при виборі місця під ваги потрібно закладати додатковий простір для здійснення транспортом наїзду на пандуса.
Якщо планується експлуатація ваг у комерційній діяльності, після монтажу ваг обов'язково проводиться первинна перевірка (оцінка відповідності) і вона повинна повторюватися щонайменше один раз на рік. Якщо комерційна діяльність не планується, то для впевненості в правильності показів ваг достатньо калібрувати їх один раз на рік.
Для зручності ведення обліку продукції, що відвантажується через ваги, багато виробників постачають автомобільні ваги в комплекті з програмним забезпеченням. Залежно від складності програми повнота функціоналу може відрізнятися, але основні функції такі:
• Ведення журналу зважування в електронному вигляді
• Фіксація часу, дати та показань ваги автоматично, без участі людини
• Резервне копіювання даних
• Формування звітів
• Передача інформації про зважування до діючої системи обліку підприємства